# Myanmar i olympiska sommarspelen 2012
Myanmar deltog i de olympiska sommarspelen 2012 med en trupp bestående av sex deltagare, ingen av dem erövrade dock någon medalj.

## Bågskytte
- Huvudartikel: Bågskytte vid olympiska sommarspelen 2012

Damer
| Bågskytt     | Gren                   | Ranking-runda | Ranking-runda | 32-delsfinal              | Sextondelsfinal          | Åttondelsfinal    | Kvartsfinal       | Semifinal         | Final             | Final            |
| Bågskytt     | Gren                   | Poäng         | Seedning      | Motståndare Poäng         | Motståndare Poäng        | Motståndare Poäng | Motståndare Poäng | Motståndare Poäng | Motståndare Poäng | Placering        |
| ------------ | ---------------------- | ------------- | ------------- | ------------------------- | ------------------------ | ----------------- | ----------------- | ----------------- | ----------------- | ---------------- |
| Nay Myo Aung | Herrarnas individuella | 646           | 56            | Girouille (FRA) (9) W 6–5 | Ivasjko (UKR) (24) L 1–7 | Gick inte vidare  | Gick inte vidare  | Gick inte vidare  | Gick inte vidare  | Gick inte vidare |

## Friidrott
- Huvudartikel: Friidrott vid olympiska sommarspelen 2012

Förkortningar
- Notera – Placeringar gäller endast den tävlandes eget heat
- Q = Kvalificerade sig till nästa omgång via placering
- q = Kvalificerade sig på tid eller, i fältgrenarna, på placering utan att ha nått kvalgränsen
- NR = Nationellt rekord
- N/A = Omgången inte möjlig i grenen
- Bye = Idrottaren behövde inte delta i omgången

Herrar
Bana och väg
| Idrottare    | Gren  | Heat     | Heat      | Semifinal                 | Semifinal                 | Final                     | Final                     |
| Idrottare    | Gren  | Resultat | Placering | Resultat                  | Placering                 | Resultat                  | Placering                 |
| ------------ | ----- | -------- | --------- | ------------------------- | ------------------------- | ------------------------- | ------------------------- |
| Zaw Win Thet | 400 m | 50.07    | 8         | Gick inte vidare – Report | Gick inte vidare – Report | Gick inte vidare – Report | Gick inte vidare – Report |

Damer
Bana och väg
| Idrottare  | Gren    | Final    | Final     |
| Idrottare  | Gren    | Resultat | Placering |
| ---------- | ------- | -------- | --------- |
| Ni Lar San | Maraton | 3:04:27  | 105       |

## Judo
Damer
| Idrottare    | Gren                   | Sextondelsfinal      | Åttondelsfinal           | Kvartsfinal          | Semifinal            | Återkval             | Bronsmatch           | Final                | Final            |
| Idrottare    | Gren                   | Motståndare Resultat | Motståndare Resultat     | Motståndare Resultat | Motståndare Resultat | Motståndare Resultat | Motståndare Resultat | Motståndare Resultat | Placering        |
| ------------ | ---------------------- | -------------------- | ------------------------ | -------------------- | -------------------- | -------------------- | -------------------- | -------------------- | ---------------- |
| Aye Aye Aung | Halv tungvikt (-78 kg) | BYE                  | Yang X (CHN) L 0000–0100 | Gick inte vidare     | Gick inte vidare     | Gick inte vidare     | Gick inte vidare     | Gick inte vidare     | Gick inte vidare |

## Rodd
Damer
| Idrottare     | Gren          | Heat    | Heat      | Återkval | Återkval  | Kvartsfinal | Kvartsfinal | Semifinal | Semifinal | Final   | Final     | Final |
| Idrottare     | Gren          | Tid     | Placering | Tid      | Placering | Tid         | Placering   | Tid       | Placering | Tid     | Placering |       |
| ------------- | ------------- | ------- | --------- | -------- | --------- | ----------- | ----------- | --------- | --------- | ------- | --------- | ----- |
| Shwe Zin Latt | Singelsculler | 8:10,15 | 5 R       | 8:09,59  | 3 FE      | BYE         | BYE         | BYE       | BYE       | 8:56,06 | 28        |       |

## Skytte
- Huvudartikel: Skytte vid olympiska sommarspelen 2012